# Ню¹ Большого Пса
Ню¹ Большого Пса (лат. ν¹ Canis Majoris), 6 Большого Пса (лат. 6 Canis Majoris), HD 47138 — двойная звезда в созвездии Большого Пса на расстоянии приблизительно 264 световых лет (около 81 парсека) от Солнца. Видимая звёздная величина звезды — +5,695m. Возраст звезды оценивается как около 3,07 млрд лет.

## Характеристики
Первый компонент — жёлтый гигант спектрального класса G8/K0III или G8III. Масса — около 1,41 солнечной, радиус — около 8,97 солнечных, светимость — около 8 солнечных. Эффективная температура — около 6091 К.
Второй компонент — жёлтая звезда спектрального класса F/G или F3IV-V.